# Bygdedräkter i Grums och Kil härad
Bygdedräkter i Grums härad och Kils härad.

## Värmskogs socken
Invigd 1952 . Bouppteckningar visar på en enhetlig klädsel under åren 1700-1810 .
| Plaggtyp   | Beskrivning | Ursprung |
| ---------- | --- | -------- |
| Kjol       | Blå kjol |          |
| Liv        | Rött skjörtliv med häktor                                                                                        |          |
| Överdel    | Vitt linne |          |
| Förkläde   | Randigt med breda randgrupper (olika varianter finns) Sommarförkläde med ränder i rött/blått/brunt på vit botten |          |
| Halskläde  | Vitt halskläde med tryckt mönster i rött                                                                         |          |
| Huvudbonad | Vit hatt med spets                                                                                               |          |
| Ytterplagg | |          |
| Fotdon     | |          |

| Plaggtyp   | Beskrivning                             | Ursprung |
| ---------- | --------------------------------------- | -------- |
| Byxor      | Skinnbyxor                              |          |
| Väst       | Grön med ståndkrage och häktor          |          |
| Överdel    |                                         |          |
| Halskläde  |                                         |          |
| Huvudbonad | Kyrkhatt med band om kullen             |          |
| Ytterplagg | Blå långrock eller långtröja med häktor |          |
| Fotdon     | Strumpebandens färg varierar            |          |

## Grums socken,Nors socken,Segerstads socken, Värmland,Eds socken, VärmlandochStora Kils socken
Seder och klädesdräkt har varit mycket lika utefter Vänerns norra strand. Blå färskala dominerar i trakten under 1700-1800-tal . Detta sägs bero närheten till ett  färgeri som ska ha funnits från början av 1800-talet .
Trakten är en gammal bergslagsbygd som haft livliga förbindelser med Karlstad och några spår av särpräglade dräkter finns inte bevarade. Därför ligger enstaka plagg och spridda uppgifter till grund för dräkterna . Kjolen, västen, överdel och linnehatten är samma Ed, Nor, Segerstad, Grums och Kil . Bland annat olika förklädesrandningar varierar .
Invigningen för dräkterna var i Nor 1955 inklusive mansdräkt , Segerstad 1958 , Ed 1969 , Stora Kil 1973 . Grums okänt.
| Plaggtyp   | Beskrivning | Ursprung |
| ---------- | --- | --- |
| Kjol       | Blå i ylle För segerstad nämns specifikt “kornblått” | |
| Liv        | Blå skörtlivstycke med häktor För segerstad nämns specifikt “kornblått” | |
| Överdel    | Vitt linne med knypplad spets Band i krage och krage och manchett | |
| Förkläde   | Olika för olika bygder: Nor - mörkrandigt förkläde i blått/vitt/rost/rött Segerstad - Handvävda band Kil - Rosengångsbård                                                                                                   | Nor- Lundberg, Nordsbron Grums - Funnits i bygden Segerstad - Spinkbitar i kuddstoppning, Asbergs gård Ed - Kuddvar från fru Seger Vilhelmsberg Kil - Råglanda |
| Halskläde  | Olika för olika bygder: Nor - rött och vitt halskläde med mönster som kallas “näversäck” Ed - Kläde eller sidenschalett Kil - Tuskaftat rutig bomull med rosa och blått mönster Kan bäras med Värmlandsbroschen (iaf i Kil) | Nor - Mon, Grums - Funnits i bygden Segerstad - Sandens, Kärre Ed - Kläde från Liljedal Kil: 1880-tal, Backen, Gunnista                                        |
| Huvudbonad | Vit linnehatt med spets , speciellt knyppelspets (iaf Nor och Kil) Näverhårband för flickor | |
| Ytterplagg | | |
| Fotdon     | Röda strumpor (iaf Nor) men har även funnits polkarandiga | |

| Plaggtyp   | Beskrivning                                                                                     | Ursprung              |
| ---------- | ----------------------------------------------------------------------------------------------- | --------------------- |
| Byxor      | Blå knäbyxor                                                                                    |                       |
| Väst       | Blå väst med häktor och ståndkrage                                                              |                       |
| Överdel    | Skjorta med röd-vita snoddar vid hals- och ärmlinningar alternativ band i krage och manschetter | Mönster från Norsbron |
| Halskläde  |                                                                                                 |                       |
| Huvudbonad | Röd kilmössa “trindmössa”                                                                       |                       |
| Ytterplagg | Blå långrock .                                                                                  |                       |
| Fotdon     | Flätade strumpeband                                                                             |                       |

## Frykeruds socken
Genom bouppteckningar och 1700-talslitteratur har man vidare fått en ganska exakt beskrivning både när det gäller material och färg . Invigdes 1976.
| Plaggtyp   | Beskrivning                                                                         | Ursprung                                                                               |
| ---------- | ----------------------------------------------------------------------------------- | -------------------------------------------------------------------------------------- |
| Kjol       | Röd svartrandig oliksidig kypert                                                    |                                                                                        |
| Liv        | Melerat i rött och svart liksidig kypert                                            |                                                                                        |
| Överdel    | Vitt linne                                                                          |                                                                                        |
| Förkläde   | Vardag: Randigt i oliksidig kypert Högtid: Grönt catun med röda blomranker i ränder |                                                                                        |
| Halskläde  | Vardag: Rutigt i tuskaft Högtid: Svart siden i rött mönster Nykomponerad brosch     | Brosch: Efter dopfunten i Frykeruds kyrka, 7 kläppar anspelar på de sju lokala sjöarna |
| Huvudbonad | Vardag: Linnehatt med knypplad spets Högtid: Bindmössa i siden                      | Bindmössa från original i Nolby                                                        |
| Ytterplagg |                                                                                     |                                                                                        |
| Fotdon     | Vita strumpor Svarta skor                                                           |                                                                                        |

## Ransäters socken
Sammanställda på 1960-talet , huvudsakligen av unga dräktelement förutom långrocken (Ransäter är en gammal bruksbygd där nyheter blandats med åldriga traditioner). Inslag av blått, efter färgare i Munkfors, samt vadmal efter vadmalsstamp från trakten .
| Plaggtyp   | Beskrivning | Ursprung |
| ---------- | --- | -------- |
| Kjol       | Randig |          |
| Liv        | Blått skörtliv med häktor |          |
| Överdel    | |          |
| Förkläde   | Vardag: Vit bomull randig i blått och rött med vävt band Högtid: Kattun , småmönstrat tryck                                          |          |
| Halskläde  | Högtid: Sidenschallet Vinkranka och blomma med virknål eller tambursömsbroderi Ofta två mönster på sjalen för olika tillfällen Sölja |          |
| Huvudbonad | Vit hatt |          |
| Ytterplagg | |          |
| Fotdon     | Vita strumpor |          |

| Plaggtyp   | Beskrivning                                    | Ursprung                  |
| ---------- | ---------------------------------------------- | ------------------------- |
| Byxor      | Mörkblå knäbyxor                               |                           |
| Väst       | Enkelknäppt                                    |                           |
| Överdel    |                                                |                           |
| Halskläde  |                                                |                           |
| Huvudbonad | Kyrkatt                                        |                           |
| Ytterplagg | Långrock med kil , knäppt med hyskor och hakor | Efter tröja från 1740-tal |
| Fotdon     |                                                |                           |

## Ulleruds socken
Konstruerad dräkt .
| Plaggtyp   | Beskrivning | Ursprung |
| ---------- | --- | -------- |
| Kjol       | Blått ylle |          |
| Liv        | Rött ylle |          |
| Överdel    | Vitt, utan broderier                                                                                               |          |
| Förkläde   | 2 olika: Gulrandigt eller röd-blårandigt                                                                           |          |
| Halskläde  | Vit sjal med tryckt mönster                                                                                        |          |
| Huvudbonad | Vit hätta utan brodyr (efter avslag av dräktråden kring möjligheten att ha små hårda mössor som hittats i trakten) |          |
| Ytterplagg | |          |
| Fotdon     | |          |

| Plaggtyp   | Beskrivning    | Ursprung          |
| ---------- | -------------- | ----------------- |
| Byxor      | Gula mollskinn |                   |
| Väst       |                | Hällekil, Ullerud |
| Överdel    | Vit            |                   |
| Halskläde  |                |                   |
| Huvudbonad |                |                   |
| Ytterplagg | Svart långrock |                   |
| Fotdon     |                |                   |